# Delphyre flaviventris
Delphyre flaviventris là một loài bướm đêm thuộc phân họ Arctiinae, họ Erebidae.